# 臣部
臣部（）は、漢字を部首により分類したグループの一つ。
康熙字典214部首では131番目に置かれる（6画の14番目、未集の14番目）。

## 概要
臣部には「臣」を筆画の一部として持つ漢字を分類している。
単独の「臣」字は官吏、家来、庶民、奴隷など相対的に低い地位の人を意味する。また君主に対するときの一人称としても使われた。動詞として従えるといった意味をもつ。
字源としては、「臣」字は目の形を象る象形文字である。この文字を低い地位を意味する単語に用いるのは仮借による。
なお日本の常用漢字では「臣」の外側の縦・折れを1画とせずに2画に分け、画数を7画と数えている。その筆順も縦を1画目とし、縦・横・縦・横折れ・横・縦・横である。中国・韓国などでは横・縦・横折れ・横・縦・縦折れの順であり、康熙字典の扱いと同じ6画に数える。

## 部首の通称
- 日本：しん
- 韓国：신하신부（sinha sin bu、臣下の臣部）
- 英米：Radical minister

## 部首字
臣
- 中古音
  - 広韻 - 植隣切、真韻、平声
  - 詩韻 - 真韻、平声
  - 三十六字母 - 禅母
- 現代音
  - 普通話 - ピンイン：chén 注音：ㄔㄣˊ ウェード式：ch'en2
  - 広東語 - Jyutping:san4 イェール式:san4
- 日本語 - 音：シン（漢音）・ジン（呉音） 訓：おみ
- 朝鮮語 - 音：신(sin) 訓：신하（sinha、臣下）

## 例字
- 臣
- 2:臥・臤、6:臦、8:臧、10:𦣪（鹽⇒鹵部）、11:臨・臩、13:䑑